# الشريف مريبعي
الأستاذ الدكتور الشريف مريبعي، (باللاتينية: Cherif Meribai)، رئيس المجمع الجزائري للغة العربية، ، واشتغل أستاذا بجامعة الجزائر ثم مديرا لمعهد اللغة والأدب العربي، فنائبا لعميد كلية الآداب واللغات، ثم عميدا للكلية، ثم مديرا
لمركز البحث العلمي والتقني لتطوير اللغة العربية. ومديرا
عاما “للهيئة العليا للذخيرة العربية” التابعة لجامعة الدول العربية.

## النشأة
ولد في 19 ديسمبر 1954 بالعوانة ولاية جيجل (الجزائر)، درس بجامعة الجزائر وحصل منها على شهادة الليسانس والماجستير ودكتوراه الدولة في اللغة والأدب العربي.

## المسار المهني
- أستاذ اللغة العربية التعليم الثانوي 1981/1990.
- أستاذ مساعد، جامعة الجزائر 1990/1993.
- أستاذ مكلف بالدروس، جامعة الجزائر 1993/1998.
- أستاذ محاضر، جامعة الجزائر 1998/2007.
- أستاذ التعليم العالي، جامعة الجزائر 2008.

## الوظائف والمسؤوليات
- مدير مساعد مكلف بالدراسات بقسم اللغة العربية وآدابها، جامعة الجزائر 1993_1994 1994_1995.
- مدير معهد اللغة العربية وآدابها بجامعة الجزائر 1996_1997 1997_1998 1998_1999.
- نائب عميد كلية الآداب واللغات مكلف بشؤون الطلبة 1999_2003.
- نائب عميد مكلف بالبحث العلمي والدراسات العليا والعلاقات الخارجية 2003_2004 إلى 2007 – 2008
- عضو المجلس العلمي لكلية الآداب واللغات من 1999 إلى 2012.
- رئيس المجلس العلمي لمركز البحوث العلمية والتقنية لتطوير اللغة العربية من جانفي 2009 إلى فيفري 2013.
- عضو المجلس الإداري لجامعة الجزائر، ممثلا لأساتذة كلية الآداب واللغات من 2008إلى 2010.
- عضو المجلس الإداري للمركز الوطني للمخطوطات ممثلا لمعالي وزير التعليم العالي والبحث العلمي. من 2007 إلى الآن.
- مدير مخبر تحقيق المخطوطات ودراسة التراث الأدبي واللغوي، من 2003 إلى الآن.
- عضو اللجنة العلمية للملتقى الدولي السنوي للرواية “عبد الحميد بن هدوقة” بولاية برج وعريريج,
- رئيس اللجنة العلمية للملتقى الدولي “محمد بن أبي شنب” الذي نظمته جامعة الجزائر من 15 إلى 17 ديسمبر 2009.
- خبير في الندوة الجهوية للوسط مكلف بتقييم مشاريع الماجستير، والماستر.
- خبير مكلف بتقييم مشاريع البحث في إطار CNEPRU
- خبير مكلف بتقييم مشاريع البحث الوطنية PNR
- عضو اللجنة القطاعية الدائمة للبحث العلمي من 2010 إلى 2013.
- عضو المجلس العلمي لجامعة الجزائر2 من 2010 إلى 2013.
- رئيس اللجنة الوطنية للذخيرة العربية. وممثل الجزائر في الهيئة العليا للذخيرة العربية من 2011 إلى الآن.
- مدير مساعد مكلف بما بعد التدرج والبحث العلمي والعلاقات الخارجية بالمركز الجامعي لتيبازة، من 2011 إلى ديسمبر 2013.
- عميد كلية الآداب واللغات، جامعة الجزائر2 من 12 جانفي 2014 إلى 30 جويلية 2015.
- عميد كلية اللغة العربية وآدابها واللغات الشرقية من30 جويلية 2015 إلى 27 فيفري 2017.
- مدير مركز البحث العلمي والتقني لتطوير اللغة العربية، من 27 فيفري 2017.
- مدير عام للهيئة العليا للذخيرة العربية – جامعة الدول العربية-[2]
- رئيس المجمع الجزائري للغة العربية من 09 جانفي 2023 إلى الآن.

## الأبحاث والدراسات
- شعر عبد الكريم العقون: جمع وترتيب وتحقيق ودراسة فنية، 2008 طبع في إطار سنة الجزائر عاصمة للثقافة العربية.[3]
- الشاعر الشهيد الربيع بوشامة: دراسة في حياته وشعره الوكالة الإفريقية للإنتاج السينمائي والثقافي، 2009.[4]
- فهرسة خزائن المخطوطات بولاية أدرار طبع في إطار سنة الجزائر عاصمة للثقافة العربية. 2010.
- إعمال الأعلام فيمن بويع قبل الاحتلام من ملوك الإسلام، للسان الدين بن الخطيب، القسم الثالث، تقديم وتحقيق، دار الأمل بالجزائر 2010.
- توثيق رواية الشعر في النقد العربي القديم: مجلة التراث العربي، دمشق، العدد98 سنة 2005.
- الأنا والآخر في الخطاب السردي الجزائري، مجلة كلية الآداب والعلوم الإنسانية لجامعة تلمسان العدد السابع، جوان 2005.
- الحس الثوري في شعر عبد الكريم العقون قبل 1954 بحث ألقي في ملتقى الأدب والثورة الذي نظمته وزارة المجاهدين بالاشتراك مع اتحاد الكتاب، وتم نشره في مجلة الكاتب الجزائري.
- تلقى المغاربة لرواية الشعر المشرقية: نقد أبي عبيد البكر لرواية القالي أنموذجا، مجلة المعنى، المركز الجامعي خنشلة، العدد الأول.
- قيق محمد بن أبي شنب لكتب التراث والقراءة الانتقائية، ضمن أعمال الملتقى الدولي الذي نظمته جامعة الجزائر من 15 إلى 17 ديسمبر 2009.
- أنوار التجلي على ما تضمنته قصيدة الحلي:دراسة وتحقيق بالاشتراك مع أستاذين أخرين، أنجز في إطار عمل فرقة بحث.
- من مخطوطات أدب التصوف في المغرب الإسلامي كتاب أنس الجليس في جلو الحناديس عن سينية ابن باديس لابن الحاج التلمساني، بحث ألقي في الملتقى المغاربي الرابع للمخطوطات بوهران.
- الصباغ القلعي عالما لغويا من خلال مخطوطه الدرر الصباغية في شرح الأجرومية، بحث ألقي في الملتقى المغاربي للمخطوطات بغليزان، 2006
- تأليف الكتب المدرسية الرسمية بتكليف من وزارة التربية الوطنية الجزائرية للسنوات الأولى والثالثة والرابعة من التعليم المتوسط.
- تأليف كتاب اللغة العربية وآدابها للسنة الثالثة من التعليم الثانوي، بتكليف من وزارة التربية الوطنية الجزائرية.
- قصة سيف التيجان (سيرة شعبية): دراسة وتحقيق، دار الشهاب، الجزائر، 2012.[5]
- أحمد بن محمد النقاوسي وكتابه “الأنوار المنبلجة من أسرار المنفرجة”، بحث قدم في الملتقى الوطني ” علماء الجزائر وجهودهم اللغوية والأدبية”، جامعة أدرار، مارس 2012.
- المهارات العتيقة في سيرة سيف التيجان، بحث قدم في الملتقى الدولي حول المهارات العتيقة في تلمسان وضواحيها، بمناسبة تلمسان عاصمة للثقافة الإسلامية، 2011.
- المغازي بين التاريخ والأدب الملحمي”، مداخلة ألقيت في الملتقى الوطني حو الأدب الشعبي ودوره في المقاومة، على هامش المهرجان العاشر للشعر الشعبي والأغنية البدوية، ولاية تسمسيلت، جوان 2013.
- أبو العيد دودو: “الأستاذ والإنسان”، مداخلة ألقيت في الملتقى الدولي أبوالعيد دودو الذي نظمته جامعة جيجل، نوفمبر 2013.
- رؤية الآخر للمقاومة الوطنية الجزائرية: قراءة في كتاب “الأمير عبد القادر” للألماني يوهان كارل بيرنت، مداخلة ألقيت في الملتقى الدولي “اأدب لمقاومة الوطنية في عيون الآخر” الذي نظمته جامعة مستغانم، نوفمبر 2013.